# Moniliose
La moniliose est le nom générique de diverses maladies fongiques des arbres fruitiers provoquées par différentes espèces de champignons du genre Monilinia, dont Monilinia fructigena qui s'attaque principalement aux fruits à pépins et Monilinia laxa aux fruits à noyau.

## Description
La moniliose touche les fruits blessés (par la grêle, les piqûres de guêpes, les coups de bec des oiseaux ou les morsures d'insectes divers). Un climat humide au moment de la floraison favorise l'apparition de la moniliose. Les fruits se recouvrent alors d'une tache marron et de points blancs répartis en cercles concentriques ordonnés.
Les fruits pourrissent sur l'arbre et restent souvent momifiés sans tomber.

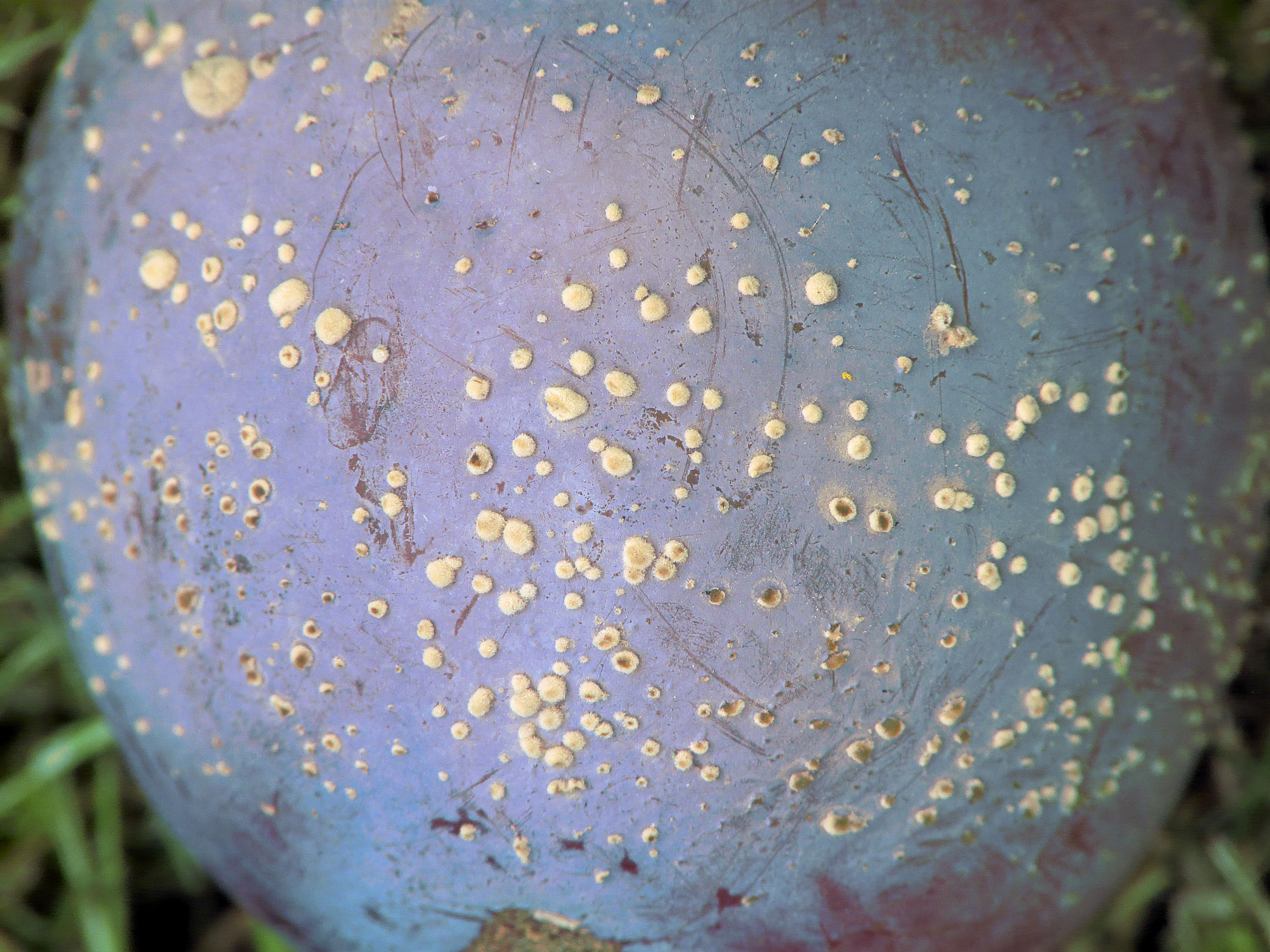
Moniliose sur prune.

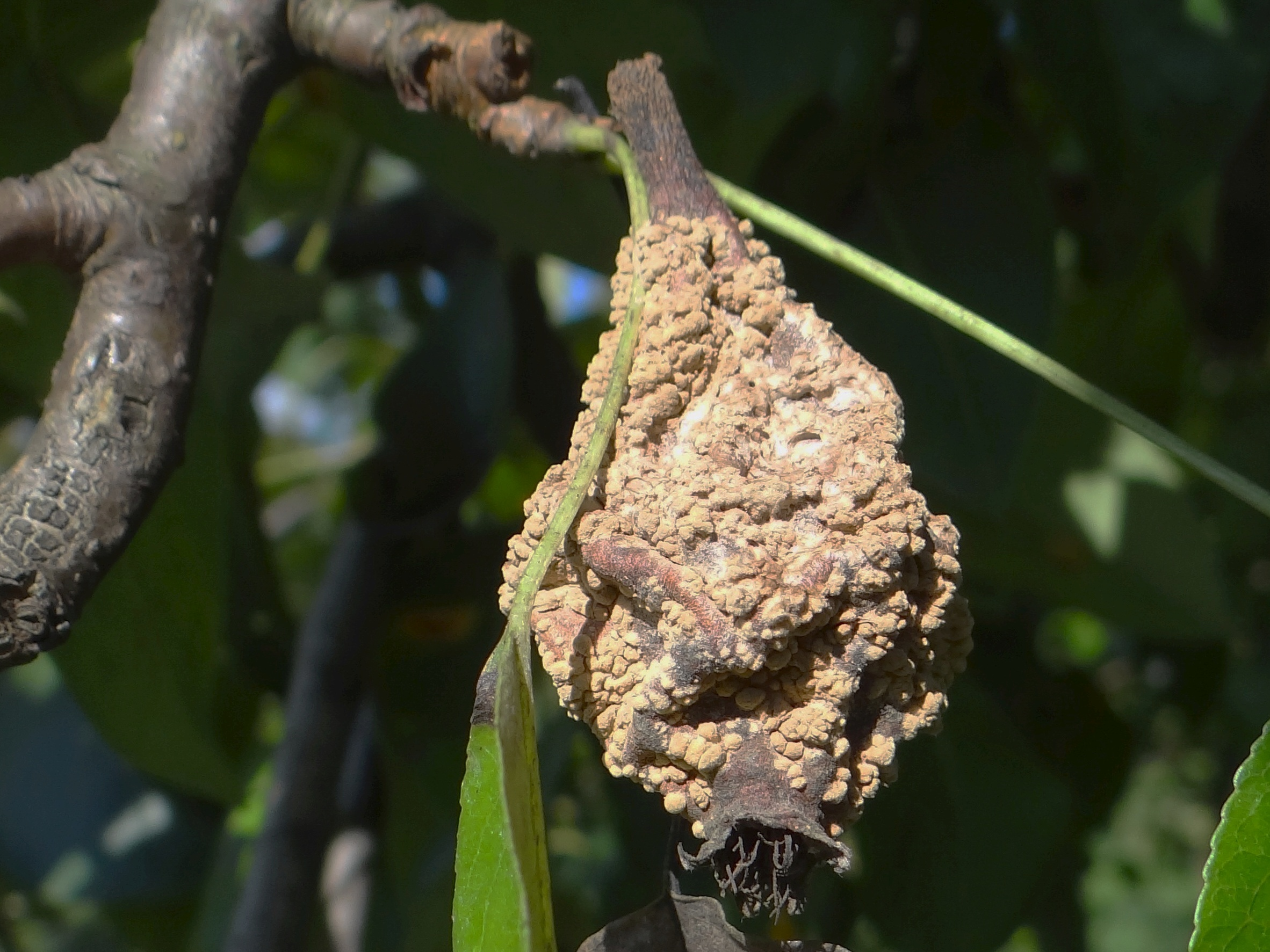
Monilia sur poire.

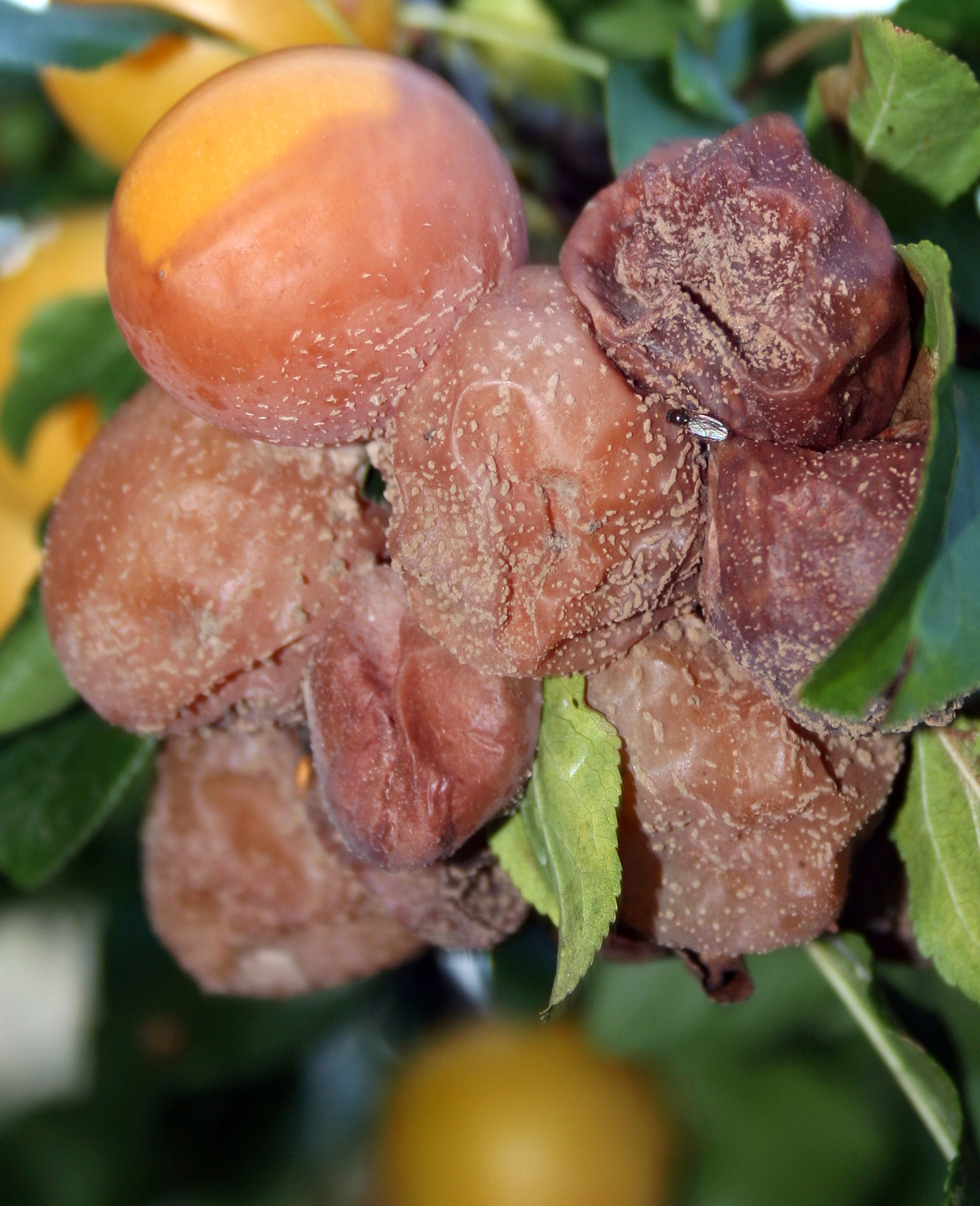
Moniliose sur mirabelles.

Presque toutes les espèces fruitières de la famille des rosacées (pommier, poirier, cerisier, prunier, pêcher, cognassier, abricotier et amandier) sont sensibles à la moniliose, mais il existe des cultivars résistants à ce champignon.
La moniliose du cacaoyer est l'un des plus graves fléaux de cette culture (aussi connu sous le nom de pourriture glaciale, frosty pod en anglais).

## Principales formes de moniliose
- moniliose de l'aubépine (Monilinia johnsonii),
- moniliose des arbres fruitiers (Monilinia laxa),
- moniliose des arbres fruitiers à noyau (Monilinia fructicola),
- moniliose des fleurs du pommier (Monilinia laxa f. sp. mali),
- moniliose du cacaoyer (Moniliophthora roreri),
- moniliose du cognassier (Monilinia linhartiana),
- moniliose du néflier (Monilinia mespili.

## Prévention
Pour éviter la transmission de l'agent pathogène, il convient de brûler les fruits et les branches infectés loin de l'arbre. Il faut également se laver les mains après avoir touché des fruits infectés.
Le champignon hivernant dans les plaies des arbres ou dans les aspérités de l'écorce, un traitement à l'eau de chaux ou à la bouillie bordelaise peut être salutaire.